# Ascariasis
Ascariasis is een aandoening met de darmparasiet Ascaris lumbricoides, de menselijke spoelworm, die vroeger veel voorkwam maar tegenwoordig nog maar zelden in Nederland en Vlaanderen wordt waargenomen. Wereldwijd is echter misschien wel een kwart van de wereldbevolking besmet. De spoelworm is een rondworm van enige mm dik en tot ca 15-20 cm lang (vrouwtjes; de mannetjes blijven wat kleiner). In levende toestand is de worm lichtroze, na de dood en in bewaarvloeistof verdwijnt deze kleur snel en wordt hij wit.

## Levenscyclus
De wormen leven in de dunne darm van de mens. Een vrouwtje kan tot 200.000 eieren per dag leggen. Deze verlaten het lichaam met de ontlasting, en rijpen onder gunstige omstandigheden (vochtige grond, niet te koud) in enkele weken tot het punt waarop ze infectieus worden. Mensen krijgen de eitjes aan de handen bij contact met grond en slikken ze in. De worm komt in de maag of de darm uit en boort zich in eerste instantie door de maagwand tot hij in het bloed komt. Hij migreert dan naar de longen en wordt opgehoest en weer ingeslikt. Nu pas ontwikkelt de worm zich in de darm tot een volwassen exemplaar.

## Symptomen
Klachten ontstaan vooral door allergische reacties tegen de larven op hun weg door het lichaam: galbulten, hoest, een astma-achtig beeld, soms eosinofilie in het bloedbeeld. Naarmate de besmetting zwaarder is worden deze klachten duidelijker. Als het slechts om enkele wormen gaat merkt men meestal niets. Wormen in de darm geven eveneens meestal weinig symptomen: vaak is het bij de ontlasting verliezen van een worm het eerste en enige wat de drager bij een lichte infectie merkt. Bij een grote wormlast kunnen vage maag-darmklachten optreden. Wormen zijn ook nog weleens geneigd om in de galwegen te kruipen en geven dan aanleiding tot galkolieken; een groot aantal wormen vormt weleens een klont die tot een darmverstopping (met ileus als gevolg) leidt, maar dit zijn zeldzaamheden.

## Diagnose
Door het aantonen van eieren in de ontlasting of door het verschijnen van een worm in de ontlasting of in braaksel.

## Behandeling
Mebendazol is een werkzaam middel dat zonder recept bij de apotheek verkrijgbaar is.

## Preventie
Handen wassen na werken in de tuin en bij contact met grond. Omdat menselijke uitwerpselen normaliter niet meer buiten worden gedeponeerd is de besmettingscyclus doorbroken en is de worm in Nederland en Vlaanderen zeldzaam geworden.